# SK Vard Haugesund
SK Vard Haugesund, czyli Sportsklubben Vard Haugesund – norweski klub piłkarski z Haugesund. Został założony w 1916 roku.
Obecnie występuje na trzecim szczeblu rozgrywek (2. divisjon). Ostatni raz w drugiej klasie rozgrywkowej grał w 2004 roku, poza tym występował tam w latach 1992–1995.
W 1991 i 2003 roku zwyciężył w rozgrywkach 2. divisjon, natomiast w 1984 roku wygrał rozgrywki 3. divisjon (czwarty szczebel rozgrywek).
Grał dwa razy w finale Pucharu Norwegii. W 1962 roku przegrał 0:2 z FK Gjøvik-Lyn, natomiast w 1975 roku również poniósł porażkę 0:2, tym razem z FK Bodø/Glimt.